# ノブキ
ノブキ Adenocaulon himalaicum Edgew. は、キク科の草本。葉がフキにやや似ていて、地味な花を咲かせ、粘りけのある種子を付ける。

## 特徴
横に這う地下茎のある多年生草本。茎は立ち上がって高さ60-100cmに達する。上方では分枝して柄のある腺体がある。葉は茎の基部に集まって生じ、葉柄が長さ10-20cm、葉身は長さ7-13cm、幅は11-22cm。葉身は三角状心形で、ややフキの葉に似ているが、葉柄には翼がある。また、葉裏には白い綿毛が密生する。
花期は8-10月。茎の先端に円錐花序を生じる。総苞片は5-7個あり、長さ2.5mm、幅5mmで半球形。頭花の径5mm。この属では頭花を構成する小花の内、外側には雌花が並び、内側には両性花が並ぶ。雌花は結実するが、両性花は不稔である。雌花は周囲に7-11個あり、その花冠は長さ1.5mm、広鐘形で4-5裂しており、退化した葯がある。両性花は内側に7-18個あって、花冠は白く、筒状で長さ2mm、5裂して裂片は長さ1mm。痩果は長さ6-7mm、棍棒状で、先端付近には柄のある腺体が多くあり、他物に粘り着く。また、痩果が熟すると互いに間を開けるように広がる。ちなみに上記のように両性花は果実を形成しないので、果実は頭花の外側に輪の形に並び、中央に空白が出来る。痩果は人や動物に粘着して散布される
和名は野蕗であり、葉の形がフキに似ることによる。なお、牧野は本種に当てられる漢名として和尚菜を挙げつつ、それを誤りとしている。

## 分布と生育環境
日本では北海道から九州までに分布し、国外では南千島、朝鮮、中国、ヒマラヤに分布する。
山陰や谷間に生える。登山路、山道沿いによく見かけるが、これは登山や山歩きの人間に付着して種子が散布された結果と思われる。

## 分類
本属には世界に4種があるが、日本に産するのは本種のみであり、後の3種は南北アメリカ産である。
なお、本種は葉の形がフキに似るが、フキとは属が異なる。しかしながら花の細部の構造において両者は似ており、属レベルで近縁だという説もある。

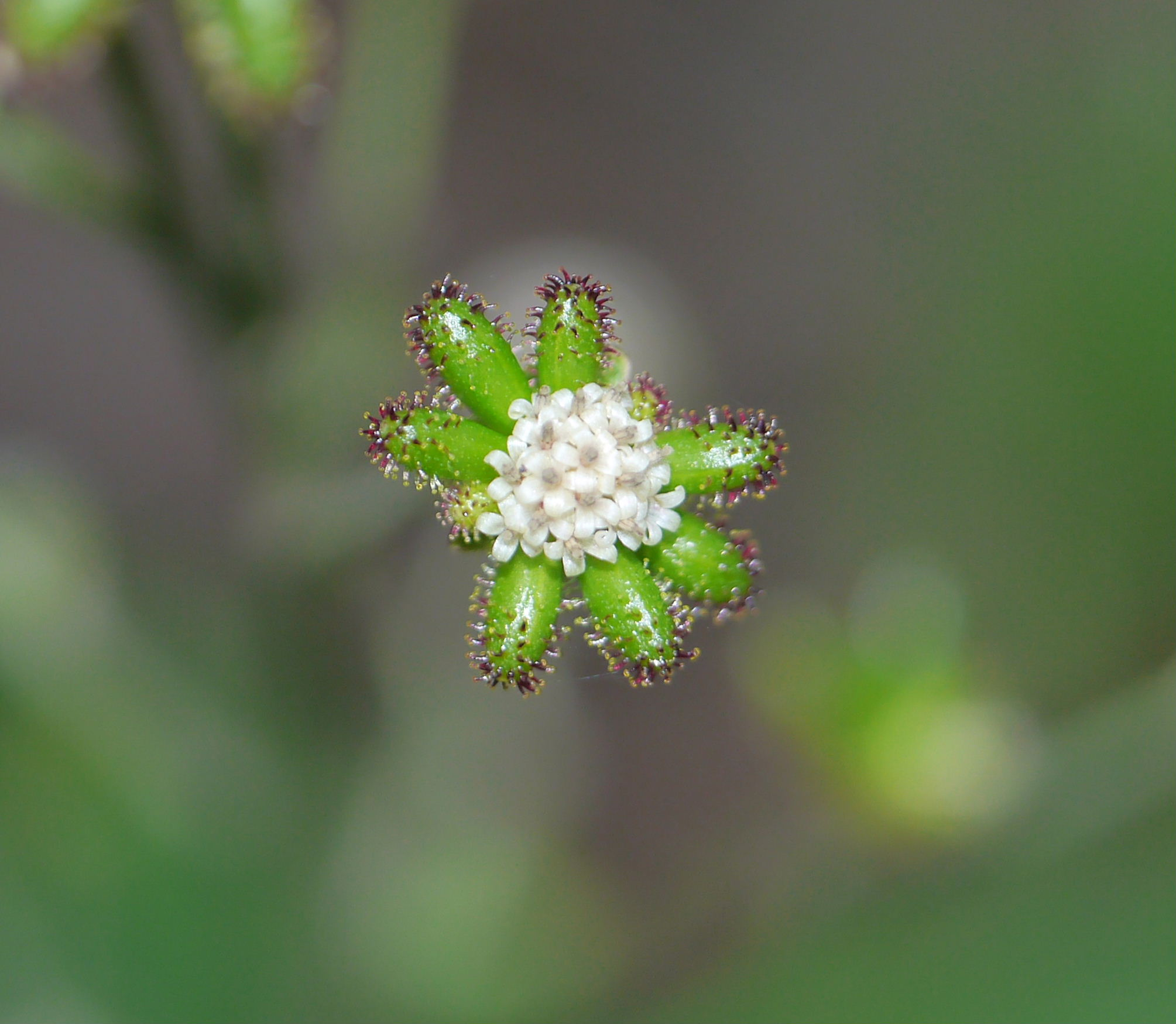
花（両性花が開花中）
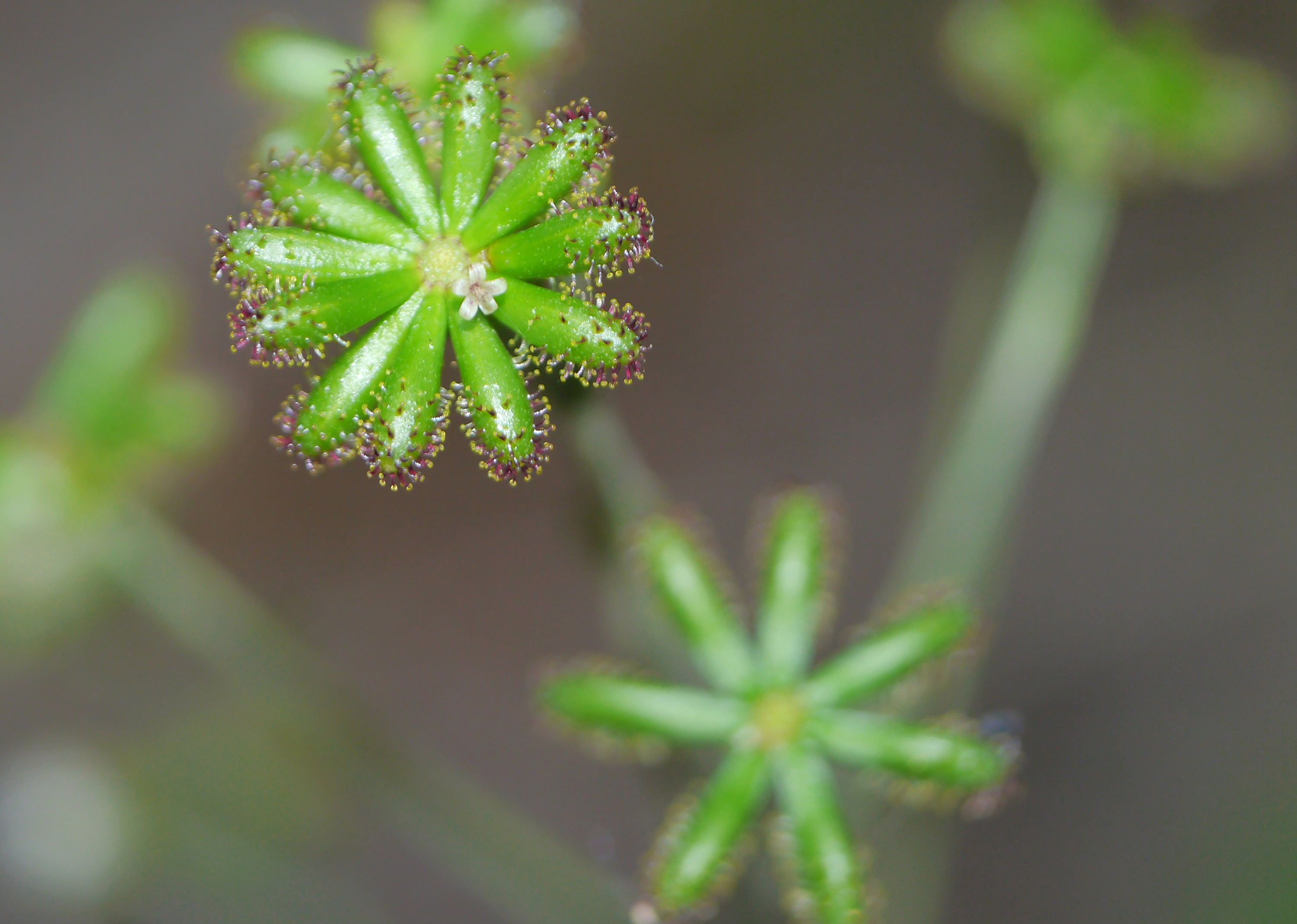
果実が成熟する前・両性花1輪残存
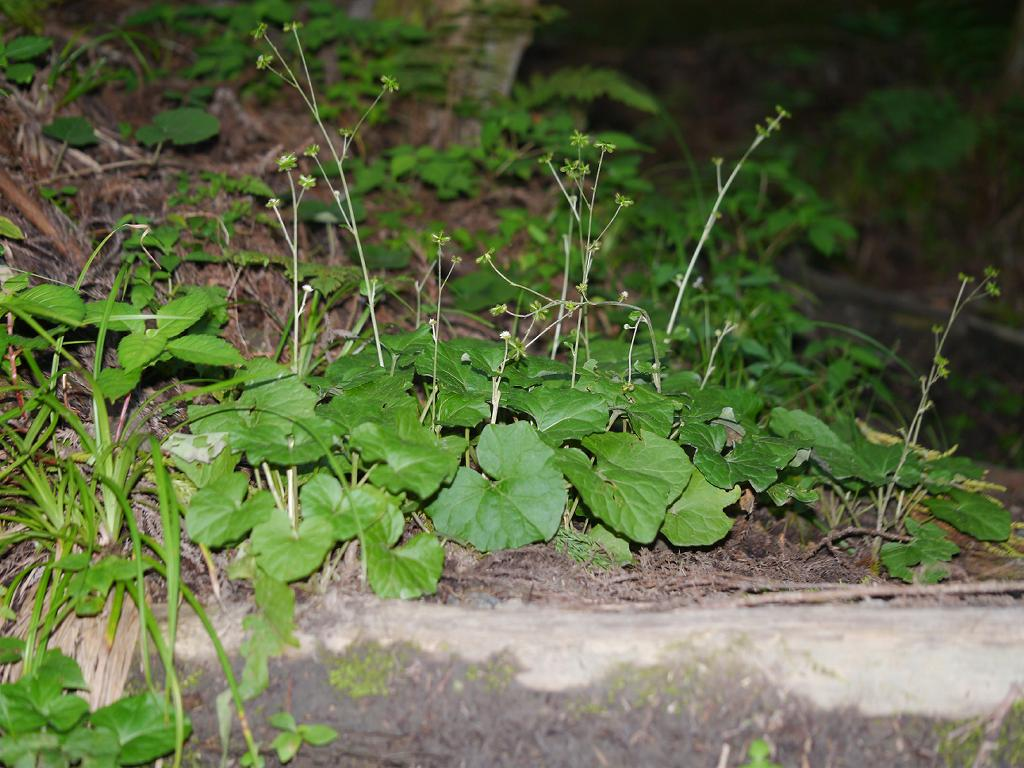
山道沿いの群落